# Långtjärnen (Ramsjö socken, Hälsingland, 690540-149390)
Långtjärnen är en sjö i Ljusdals kommun i Hälsingland och ingår i Ljusnans huvudavrinningsområde.